# Asieh Amini
Asieh Amini (Ramsar, Irán, 14 de septiembre de 1973) es una poeta y periodista iraní residente en Trondheim, Noruega. Es una activista por los derechos de la mujer que lucha contra la pena de muerte en general, y en particular, contra la lapidación de mujeres y menores en Irán.

## Primeros años de vida
Asieh Amini creció en la provincia de Mazandaran en el norte de Irán. Era la tercera de cuatro hermanas. Su familia procedía de la alta burguesía de la época feudal. Su padre era profesor. Amini y sus hermanas pasaban mucho tiempo leyendo, escribiendo y pintando. Empezó a asistir a un círculo de poesía vespertino en una biblioteca local. Asieh quería ser pintora o escritora.
Su vida cambió tras la Revolución iraní. Odiaba el hiyab negro obligatorio que todas las niñas tenían que llevar y lloraba cuando se lo ponía. Su madre le explicó que era una norma que nadie podía desobedecer. 

## Carrera profesional
Asieh Amini empezó a estudiar periodismo en la Universidad Tabataba'i de Teherán en 1993. Mientras estudiaba comenzó a colaborar para varios periódicos. Más tarde, pasó al periódico de mayor tirada, el Iran. Cuando un colega tenía que entrevistar a un poeta que le gustaba a Amini, la llevaba con él. El poeta la invitó a su círculo de escritores. El periódico Iran creó un suplemento juvenil y se convirtió en la redactora cultural. Para los tiempos que corrían en el país, que una mujer ocupara un puesto tan alto era algo insólito. Cuando Mohammad Jatamí fue elegido presidente en 1997, se levantaron un poco las prohibiciones y surgieron publicaciones más atrevidas. Más mujeres entraron en el periodismo. Amini aceptó un trabajo en el periódico Zan, que cubría asuntos femeninos. Aunque se oponía a la idea de segregar las noticias por sexos, aceptó el trabajo. Desgraciadamente, el periódico Zan fue prohibido. Más adelante empezó a trabajar como freelance. Tras dar a luz trabajó como redactora social del periódico Etemaad. También coordinaba una página web llamada "Mujeres en Irán". Tras las elecciones presidenciales de 2009, muchos periodistas y activistas fueron detenidos y la situación en Irán se volvió demasiado peligrosa para ella. Amini decidió abandonar el país. A través de un amigo, tuvo la oportunidad de trabajar como escritora invitada en la red ICORN en Trondheim, Noruega, desde 2010 hasta 2012. Se quedó en el país escandinavo y completó un máster en Igualdad y Diversidad en la NTNU. Es miembro de la Junta Directiva del PEN Noruego.

## Activismo
Asieh Amini fundó la campaña "Stop Stoning Forever" ("Detengan las lapidaciones para siempre) en octubre de 2006. Colaboró con una conocida feminista iraní y dos escritoras de fuera del país que podían publicar sin censura. Amini lucha contra las injusticias de género en el sistema judicial iraní y aboga por el fin de la lapidación como forma de ejecución.
Comenzó su activismo cuando conoció a una joven de 16 años llamada Atefeh Sahaaleh que había sufrido toda una vida de abusos sexuales. Como consecuencia de esos abusos, se había dedicado al trabajo sexual y finalmente fue condenada a morir lapidada por mantener relaciones sexuales extramatrimoniales. La periodista se sintió obligada a escribir e investigar sobre la práctica de la lapidación. Durante sus investigaciones descubrió que, a pesar del compromiso de Irán con la comunidad internacional de abolir esta práctica, las lapidaciones seguían realizándose en secreto. En 2002, el presidente del Tribunal Supremo de Irán declaró una moratoria sobre las lapidaciones, ella  intentó publicar su historia, pero poco después fue despedida de su periódico. El redactor jefe de su periódico le dijo que era imposible publicar la historia porque ella luchaba contra la sharia y el sistema judicial iraní. Envió la historia a otro periódico, pero se negaron. Tras una larga búsqueda, una publicación femenina accedió a publicar una versión editada. Poco después de la publicación de la historia de Atefeh, Amini se enteró de otra historia similar sobre el destino de Leyla, una joven de diecinueve años con la edad mental de una niña de ocho, que supuestamente iba a ser ahorcada por una supuesta falta de castidad. Amini se enteró de que la chica seguía viva en una prisión de Arak y decidió ayudarla. La niña había sido prostituida por primera vez por su propia madre entre los cinco y los ocho años. Desde entonces, su madre la prostituía y vivía del dinero que su hija le proporcionaba. Leyla dio a luz a su primer hijo a los nueve años y recibió por primera vez una condena de 100 latigazos por castidad. Fue condenada a muerte, entre otras cosas, por incesto, ya que sus hermanos habían estado entre los hombres del pueblo que la habían violado. Amini visitó al juez que había condenado a Leyla y éste le dijo que la ley es la ley y que él sólo la aplicaba. Afirmó además, según el relato de Amini, que si la sociedad era una manzana Leyla era un gusano. Amini escribió un artículo sobre Leyla en la revista Zanan. La historia tuvo eco internacional. Incluso el primer ministro noruego, Kjell Magne Bondevik, escribió una carta al presidente iraní Jatamí. Finalmente, Leyla tuvo un segundo juicio. Con la ayuda de un amigo de Shadi Sadr, su abogado defensor de los derechos humanos, Amini consiguió que sacaran a Leyla de la cárcel y la ingresaran en una organización social que le dio clases particulares y la ayudó a aprender a leer y escribir. En 2007 Amini fue detenida y encarcelada.
Tras esta experiencia, Amini fundó la campaña "Stop Stoning Forever Campaign" ( Lucha para que se ponga fin a la práctica de la lapidación), investiga casos de mujeres que han sido condenadas a muerte por lapidación y comparte sus historias con el público. Tras la reelección de Mahmud Ahmadineyad en 2009, la situación de los activistas de derechos humanos se volvió peligrosa en Irán. Se interceptaron las llamadas telefónicas de Amini y se vigilaron sus mensajes de correo electrónico. Cuatro meses después de la reelección, Amini se exilió en Noruega. En Noruega siguió colaborando en un periódico. También fue escritora invitada en la Ciudad Refugio de Trondheim de 2010 a 2012.

## Familia
En el periódico Zan, Amini conoció a Javad Montazeri, un fotógrafo que venía de la región de Mazandaran, como ella. Al cabo de ocho meses decidieron casarse. Tras dar a luz a su hija Ava, su marido la animó a seguir trabajando. Cuando se quedó embarazada por segunda vez, intentó tomar medicamentos que le indujeran un aborto, lo que le permitiría acudir a urgencias en un hospital y que le extrajeran el feto. Esto era necesario porque el aborto es ilegal en Irán. Sin embargo, el medicamento no funcionó y Amini pensó que había dañado irreparablemente al feto. Así que procedió a un aborto ilegal con complicaciones, pero pudo volver a trabajar después.

## Premios
- Premio Hellman/Hammett de Human Rights Watch en 2009
- Mejor poeta iraní por la oficina de la UNESCO en Teherán en 2005
- Premio Oxfam Novib /PEN
- Premio Ord i Grenseland en 2014

## Escritos
- "Ey, . . . Tú que te has ido"
- "Kom ikke til mine drømmer med gevær" ("No entres en mi sueño con un arma")[5]
- "Jeg savner å savne deg" ("Extraño extrañarte")[6]
- "Election Fallout- (Escritor participante), Dirigida por Marcus Michaelsen"